# 38. Kavallerie-Brigade (Deutsches Kaiserreich)
Die 38. Kavallerie-Brigade war ein Großverband der Preußischen Armee.

## Geschichte
Die 38. Kavallerie-Brigade wurde auf der Grundlage des Gesetzes von 1905 zum 1. Oktober 1910 in Erfurt aufgestellt und am 8. Mai 1918 in Kavallerie-Schützen-Kommando 38 umbenannt.
Sie war bis 1914 Teil der 38. Division, die dem XI. Armee-Korps in Kassel zugeordnet war. Mit der Mobilmachung und dem Kriegsbeginn gehörte sie bis zum 20. April 1918 zur 8. Kavallerie-Division. Anschließend kämpfte sie bis zum Kriegsende im Verband der Garde-Kavallerie-Division. Diese Verbände waren Teil des Höheren Kavallerie-Kommandos 3, geführt von General Rudolf von Frommel.

### Gliederung
- 1910 bis 1914

Jäger-Regiment zu Pferde Nr. 2 und Jäger-Regiment zu Pferde Nr. 6
- Kriegsgliederung bei Mobilmachung 1914

Wie vor
- Kriegsgliederung am 7. Mai 1918

Wie vor, zusätzlich Kürassier-Regiment „von Driesen“ (Westfälisches) Nr. 4
1. Eskadron Jäger-Regiment zu Pferde Nr. 4

### Erster Weltkrieg 1914 bis 1918
Die Brigade kämpfte im Verband der 8. Kavallerie-Division zunächst an der West- und ab September 1914 an der Ostfront. Ende März 1918 kam sie noch einmal an die Westfront zurück.  
Zu den Kampfhandlungen, Gefechten und Schlachten siehe Kampfgeschehen der 8. Kavallerie-Division. 

### Brigadekommandeure
| Name                                       | Datum                                  |
| ------------------------------------------ | -------------------------------------- |
| Wilhelm Digeon von Monteton                | 10. September 1910 bis 21. April 1912  |
| Paul Weinschenck                           | 22. April 1912 bis 12. Februar 1916    |
| Albert von Mutius                          | 13. Februar 1916 bis 2. September 1916 |
| Alexander Karl Albert Robert von Heydemann | 3. September 1916 bis 9. März 1918     |
| Kavallerie-Schützen-Kommando 38            |                                        |
| Julius Koch                                | 10. März 1918 bis April 1918           |
| Georg Veit                                 | April 1918 bis Kriegsende              |